# Vaskelovo
Vaskelovo (en russe : Васкелово, en finnois : Vaskela) est une commune rurale  du sud de l'Isthme de Carélie, dans le raïon de Vsevolojsk de l'Oblast de Léningrad. 

## Géographie

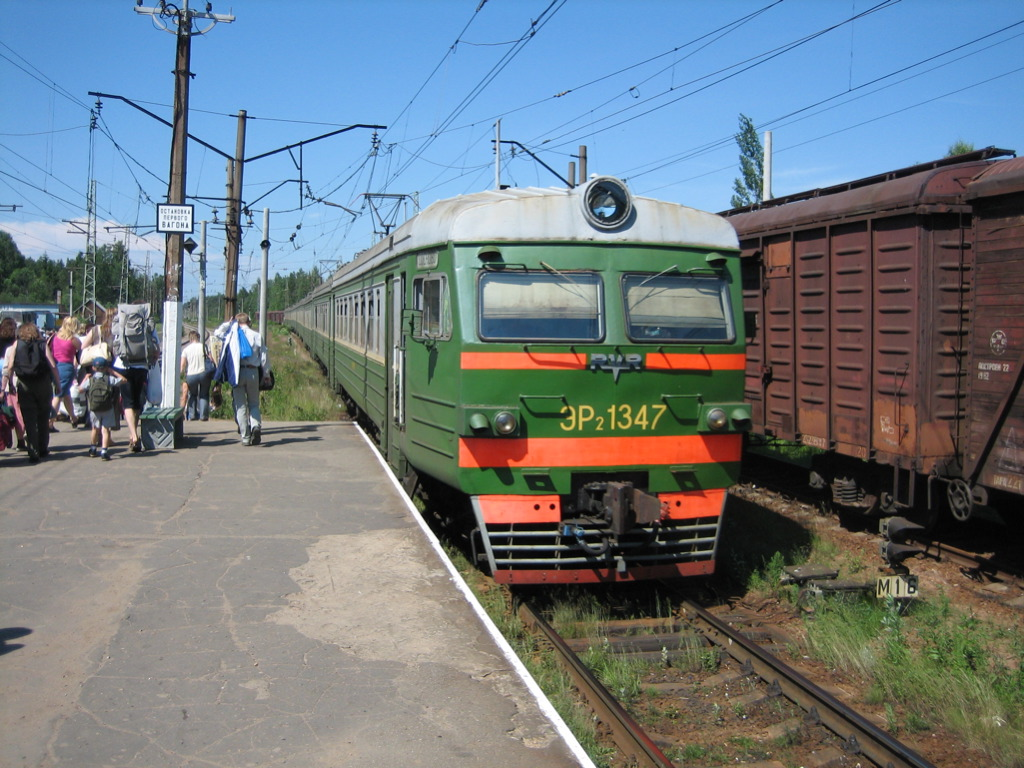
Un train de banlieue (elektritchka, en russe) à Vaskelovo

C'est une gare importante de la voie ferroviaire Saint-Pétersbourg-Hiitola, et la destination finale de trains électriques venant de la gare de Finlande à Saint-Pétersbourg ou de la gare Deviatkino, en correspondance avec la station de métro Deviatkino.
La population est de 1 935 habitants en 2007.

## Histoire
Jusqu'au XIXe siècle, Vaskela et ses villages avoisinants (Hovinmäki, Juskela, Komola, Koronsaari, Miskula, Mäkiinkylä, Pajarinmäki, Pekkala, Pirsanmäki, Ristala, Simanla ja Vankkala) étaient habités par des Ingriens orthodoxes, de la paroisse de Matoksi,.